# Dead End - Quella strada nel bosco
Dead End - Quella strada nel bosco (Dead End) è un film del 2003 diretto da Jean-Baptiste Andrea e Fabrice Canepa.

## Trama
Frank Harrington si mette in viaggio con la sua famiglia per festeggiare il Natale a casa dei suoceri, come ogni anno. Durante il tragitto decidono di prendere una scorciatoia nei boschi, dove una strana donna vestita di bianco e un'auto nera saranno solo l'inizio dell'incubo che li attenderà. Il film si è ispirato alla leggenda metropolitana della Volga nera, ovvero l'auto della morte.

## Riconoscimenti
- 2003 - Festival internazionale del cinema fantastico di Bruxelles
  - Premio Pegaso
- 2003 - European Fantastic Film Festivals Federation
  - Méliès d'argento